# Johann Christian Bach
Johann Christian Bach (5. září 1735, Lipsko – 1. ledna 1782, Londýn) byl německý skladatel a varhaník období klasicismu.

## Život a dílo
Narodil se v roce 1735 jako jedenáctý ze třinácti dětí skladatele Johanna Sebastiana Bacha a jeho druhé manželky Anny Magdaleny Wilckeové. K hudební dráze byl předurčen už od mala. Již v devíti letech bravurně ovládal hru na cembalo. V listopadu 1750 odešel do Berlína za svým nevlastním bratrem Carlem Philippem Emanuelem Bachem, který tam byl cembalistou na dvoře pruského krále Friedricha II. Zřejmě roku 1754 odešel do Itálie. Mělo se tak stát na popud altistky
Anny Lorio di Campo Luongo, která byla v té době angažována v Berlíně a vracela se do vlasti. Usadil se v Miláně, kde ho přijal do služby hrabě Agostino Litta. Protože hrabě po Bachovi požadoval kompozice především duchovní hudby, poslal ho do Bologni, kde se vzdělával ve skladbě u pátera Giovanni Battisty Martiniho. Učitel a žák spolu navázali dlouhodobé přátelské vztahy a je pravděpodobné, že právě Martini stál za Bachovou konverzí ke katolictví. V roce 1760 byl Bach jmenovaný druhým varhaníkem v milánském dómu. V té době se však už jeho zájem obracel ke světské hudbě, zejména k opeře. Ve stejném roce, kdy byl jmenovaný varhaníkem v dómu, byla v Teatro Regio di Torino uvedena jeho první opera Artaserse na libreto Pietra Metastasia. Během dalších dvou let působil v Neapoli; pro tamní operní dům složil opery Catone in Utica a Allesandro nell'Indie, obě opět na Metastasiovo libreto, a těšil se přízni vdané baletky Colomby Beccari, kterou znal už Turina. Kvůli tomuto skandálu musel Bach Neapol opustit. Svého dosavadního, byť už jen formálního, zaměstnavatele hraběte Littu požádal v roce 1762 o roční dovolenou a odjel do Londýna. Zde zůstal do konce svého života.
Bacha, jehož pověst pronikla už i do Anglie, zaměstnala zpěvačka a herečka Colomba Mattei, která spolu se svým manželem vedla Královské divadlo. Povinností tehdy sedmadvacetiletého Bacha bylo uvádět cizí i vlastní operní díla. V letech 1763–1767 zde uvedl čtyři vlastní opery. Královský pár byl přítomen na premiéře díla Orione, které mělo největší úspěch.
V Londýně také získal svou přezdívku „londýnský Bach“ a stal se oblíbenou, uznávanou a žádanou osobností místního kulturního života. Jeho popularita byla dokonce tak vysoká, že byl přijat jako osobní učitel hudby princezny Charlotty a začal se pohybovat v těch nejvyšších společenských kruzích. Přibližně v této době začal svou pozornost upínat také na symfonii a komorní hudbu.
V roce 1764 přijel do Londýna osmiletý Mozart se svou rodinou. Předcházela ho pověst zázračného dítěte. V žádných písemnostech Mozartova otce Leopolda se o kontaktu s Johannem Christianem Bachem nemluví. Nicméně jeho sestra Nanerl zapsala vzpomínku o společné improvizaci obou umělců: zralého a vycházejícího. Oba skladatelé se sešli ještě jednou, v roce 1778 v Paříži. Bach zde sondoval možnost složení opery na francouzské libreto. Mozart napsal při této příležitosti otci: "Jak asi víte, mám ho rád z celého srdce a nesmírně si ho cením."
Od roku 1765 pořádal Bach spolu se svým přítelem, Carlem Friedrichem Abelem, v Londýně abonentní koncerty, první svého druhu. Vystoupilo na nich mnoho významných umělců. Začátkem 70. let se dařilo uspořádat až patnáct koncertů do roka. Nicméně po čase se tento koncertní podnik stal ztrátový a Bach i Abel je mohli provozovat jen za podpory mecenášů. V roce 1780 se jeho zdravotní stav zhoršoval, i v důsledku nadměrné konzumace alkoholu. Aby změnil prostředí, odjel do Paddingtonu, tehdy vesnice u Londýna. První den roku 1782 zde zemřel. Jako příčina smrti se uvádí nespecifikované onemocnění prsou. Bachův pohřeb zaplatila královna, která vyplácela i rentu jeho vdově.
Jeho skladby ovlivnily řadu významných německých i anglických skladatelů a rovněž mladého Mozarta. Do Londýna přišel Bach tři roky po Händelově smrti a stejně jako on byl vůdčí postavou tamní hudební scény. Na rozdíl od Händela, který musel o své prosazení pracně usilovat, Bach byl přijatý s otevřenou náručí. Londýnské publikum, proslulé svou vášní pro operní zpěváky, saturoval svými operami. Podobné oblibě se začali těšit i virtuózové ve hře na kladívkový klavír. Bach ji ještě posílil památným koncertem v roce 1767, na němž sám zahrál jeden ze svých koncertů pro klavír a orchestr. V kosmopolitní atmosféře, která v Evropě panovala v 18. století, se Londýn stal – podobně jako třeba Vídeň nebo Mannheim – vyhledávaným hudebním centrem. Stalo se tak zejména díky pobytům takových skladatelů, jako byli Geminiani, Händel, Clementi a právě Bach.